# Принтап, Маркус
Маркус Принтап (англ. Marcus Printup; род. 24 января 1967) — американский джазовый трубач.

## Биография
Его первые музыкальные опыты были связаны с госпелом — родители пели в церкви. А в средней школе Маркус Принтап открыл для себя джаз.
За время учёбы в университете Северной Флориды он выиграл «International Trumpet Guild Jazz Trumpet Competition». А с 1991 года жизнь Маркуса Принтапа сильно изменилась, когда он встретил своего наставника, великого пианиста Маркуса Робертса. Именно Робертс представил Принтапа Уинтону Марсалису, а последний пригласил его играть в оркестре Линкольн-центра в 1993 году.
Маркус Пинтап выступал и записывался с Бетти Картер, Дайан Ривз, Эриком Ридом, Кирой Чеснат, Уиклифом Гордоном и Маркусом Робертсом, среди многих других.
У Маркуса Пинтапа существует несколько записей в качестве лидера: «Song for the Beautiful Woman», «Unveiled», «Hub Songs», «Nocturnal Traces», «The New Boogaloo», «Peace In The Abstract», «Bird of Paradise», «London Lullaby», «Ballads All Night», «A Time for Love» и его самая последняя, «Homage».
Маркус дебютировал на экране в фильме «Playing By Heart» 1999 года и записал саундтрек к этой картине.
В 2005 году в его родном городе Коньерс 22 августа был объявлен днём Маркуса Принтапа.